# پیمانکار (فیلم ۲۰۰۷)
پیمانکار (به انگلیسی: The Contractor) یک فیلم اکشن آمریکایی محصول سال ۲۰۰۷ به کارگردانی جوزف روسناک با بازی وسلی اسنایپس، الیزا بنت، لینا هیدی، رالف برون، چارلز دنس و جما جونز است. این فیلم در ۱۰ ژوئیه ۲۰۰۷ در ایالات متحده و در ۶ اوت ۲۰۰۷ در بریتانیا به صورت دی‌وی‌دی منتشر شد.

## داستان
جیمز جکسون دیال (وسلی اسنایپس)، قاتل بازنشسته سیا، زندگی‌اش را در مزرعه‌داری خود در مونتانا در انزوا می‌گذراند، زمانی که کارفرمای سابقش، جرمی کالینز (رالف برون) به او این فرصت را می‌دهد که خود را بازخرید کند. چند سال قبل، دیال چند ثانیه از سرنگونی رهبر بدنام گروهک تروریستی علی محمود جاهار (نیکلای سوتیروف) فاصله داشت، اما بی‌احتیاطی او به جاهار اجازه داد تا فرار کند و مأموریت او را ناموفق شد. حالا کالینز از دیال می‌خواهد تا با ترور جاهار که دستگیر شده و اکنون در لندن انگلیس در بازداشت پلیس است، وظیفه خود را به پایان برساند.

## ساخت
این فیلم اساساً در لندن می‌گذرد و عمدتاً در صوفیه، بلغارستان، و کاردیف، گلامورگان جنوبی، ولز، و تا حدودی در ایالت مونتانای ایالات متحده فیلم‌برداری می‌شود. فیلمبرداری به مدت ۴۷ روز، از ۳۱ مارس تا ۱۷ مه ۲۰۰۶ به طول انجامید.